# Bananal
Bananal, oficialmente Estância Turística de Bananal, é o município no extremo leste do estado de São Paulo e fica na divisa com a cidade de Barra Mansa, sendo a cidade mais próxima do estado do Rio de Janeiro, na Região Geográfica Imediata de Cruzeiro, Vale do Paraíba. De acordo com o Censo 2022, sua população é de 9 969 habitantes e a área é de 616,429 km², o que resulta numa densidade demográfica de 16,17 hab./km². O município é formado pela sede e pelo distrito de Rancho Grande.
Umas cidades mais ricas durante o Ciclo do Café, conserva muitos edifícios históricos dos séculos XVIII e XIX, tais quais fazendas, igrejas e palacetes urbanos com seus azulejos portugueses, cristais belgas e móveis importados. Devido à sua riqueza histórica, o Conselho de Defesa do Patrimônio Histórico, Arqueológico, Artístico e Turístico (CONDEPHAAT) promoveu o tombamento do núcleo urbano da cidade por seu "valor histórico e arquitetônico", sendo um importante destino turístico do Vale do Paraíba e Vale Histórico. Atrai turistas do Brasil inteiro, principalmente nos setores do turismo histórico, cultural e arquitetônico, além do ecoturismo, uma vez que o município conta com piscinas naturais de águas claras e fundo de areia branca, e o turismo de aventura, por ser cercado pelas montanhas das serras da Bocaína e da Mantiqueira.

## Estância turística
Bananal é um dos 29 municípios paulistas considerados estâncias turísticas pelo estado de São Paulo, por cumprirem determinados pré-requisitos definidos por Lei Estadual. Tal status garante a esses municípios uma verba maior por parte do Estado para a promoção do turismo regional. Também, o município adquire o direito de agregar junto a seu nome o título de Estância Turística, termo pelo qual passa a ser designado tanto pelo expediente municipal oficial quanto pelas referências estaduais.

## História
O Bananal nasceu da povoação fundada por João Barbosa de Camargo e sua mulher Maria Ribeiro de Jesus, que aí ergueram uma capela dedicada ao Senhor Bom Jesus do Livramento, em sesmaria que lhes foi doada em 1783. O povoado foi elevado à categoria de vila em 1832 e à de município, em 1849, sendo comarca desde 1858.

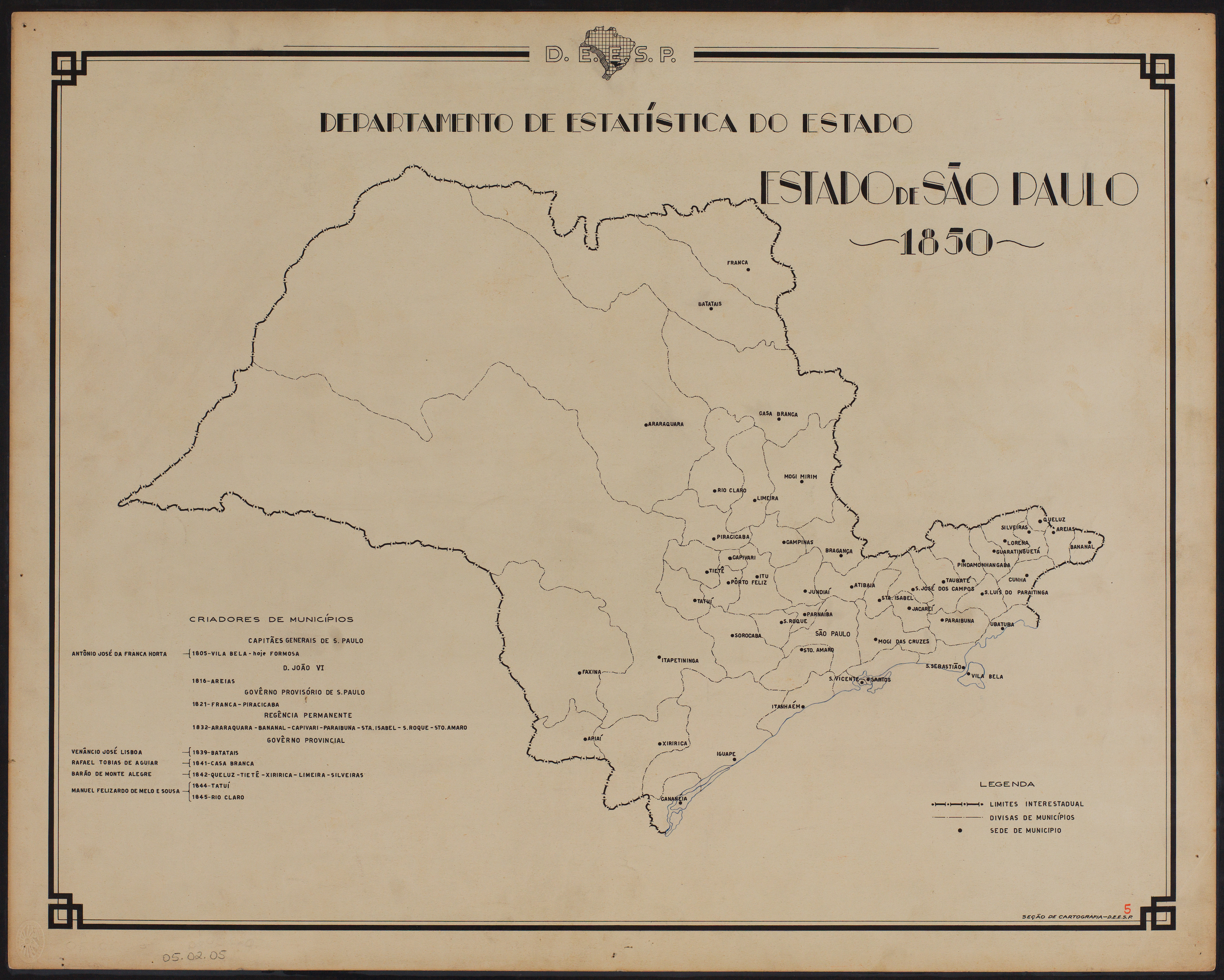
Estado de São Paulo (1850).

O município cresceu e enriqueceu-se com as fazendas de café. Com tanta riqueza, Bananal chegou a avalizar para o Império empréstimos feitos em bancos ingleses, chegando a cidade ao luxo de possuir, por algum tempo, moeda própria. Com a decadência do café, as fazendas passaram para a pecuária leiteira, sendo que dos tempos áureos ficaram muitos e valiosos monumentos.

## Geografia
Seus limites são os municípios fluminenses de Barra Mansa a norte, Rio Claro a leste e Angra dos Reis a sul, assim como São José do Barreiro e Arapeí (ambos em São Paulo) a oeste.

### Hidrografia
- Rio Bracuí
- Rio Bananal

### Rodovias
- SP-64
- SP-68
- SP-247

## Demografia

### População
| Crescimento populacional                             | Crescimento populacional | Crescimento populacional | Crescimento populacional |
| Ano                                                  | População Total          |                          | %±                       |
| ---------------------------------------------------- | ------------------------ | ------------------------ | ------------------------ |
| 1872                                                 | 15 606                   |                          |                          |
| 1890                                                 | 15 435                   |                          | −1,1%                    |
| 1900                                                 | 5 473                    |                          | −64,5%                   |
| 1910                                                 | 9 670                    |                          | 76,7%                    |
| 1920                                                 | 11 507                   |                          | 19,0%                    |
| 1925                                                 | 12 296                   |                          | 6,9%                     |
| 1934                                                 | 12 932                   |                          | 5,2%                     |
| 1937                                                 | 13 826                   |                          | 6,9%                     |
| 1940                                                 | 11 566                   |                          | −16,3%                   |
| 1946                                                 | 16 656                   |                          | 44,0%                    |
| 1950                                                 | 15 018                   |                          | −9,8%                    |
| 1958                                                 | 13 329                   |                          | −11,2%                   |
| 1960                                                 | 12 810                   |                          | −3,9%                    |
| 1970                                                 | 12 889                   |                          | 0,6%                     |
| 1980                                                 | 10 969                   |                          | −14,9%                   |
| 1991                                                 | 11 368                   |                          | 3,6%                     |
| 2000                                                 | 9 713                    |                          | −14,6%                   |
| 2010                                                 | 10 223                   |                          | 5,3%                     |
| 2022                                                 | 9 969                    |                          | −2,5%                    |
| Est. 2024                                            | 10 109                   | [ 13 ]                   | 1,4%                     |
| Fontes: Censos Demográficos IBGE e Estimativas SEADE |                          |                          |                          |

### Dados demográficos
Dados do Censo 2022
- População total: 9.969 habitantes
- Densidade demográfica (hab./km²): 16,17
- Índice de Desenvolvimento Humano (IDH-M): 0,733

## Infraestrutura

### Comunicações
O sistema de telefones automáticos foi inaugurado na cidade pela Companhia de Telecomunicações do Estado de São Paulo (COTESP) em 1968. Já o sistema de discagem direta à distância (DDD) foi implantado em 1986 pela Telecomunicações de São Paulo (TELESP), com o código de área (0125).
Na década de 90 o código DDD da cidade foi alterado para (012), para padronização do sistema telefônico com a telefonia celular que estava sendo implantada em todo o estado.

## Turismo

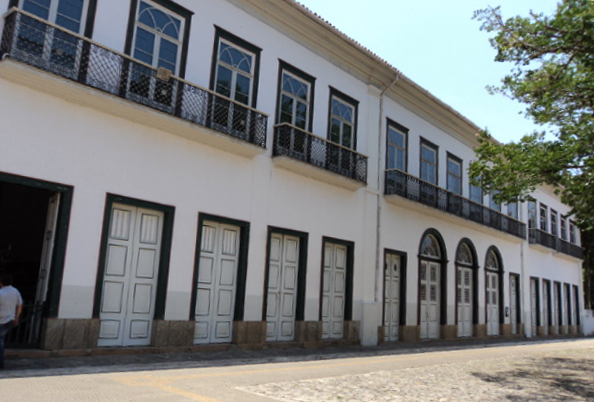
Solar Valim com fachada restaurada (2012).

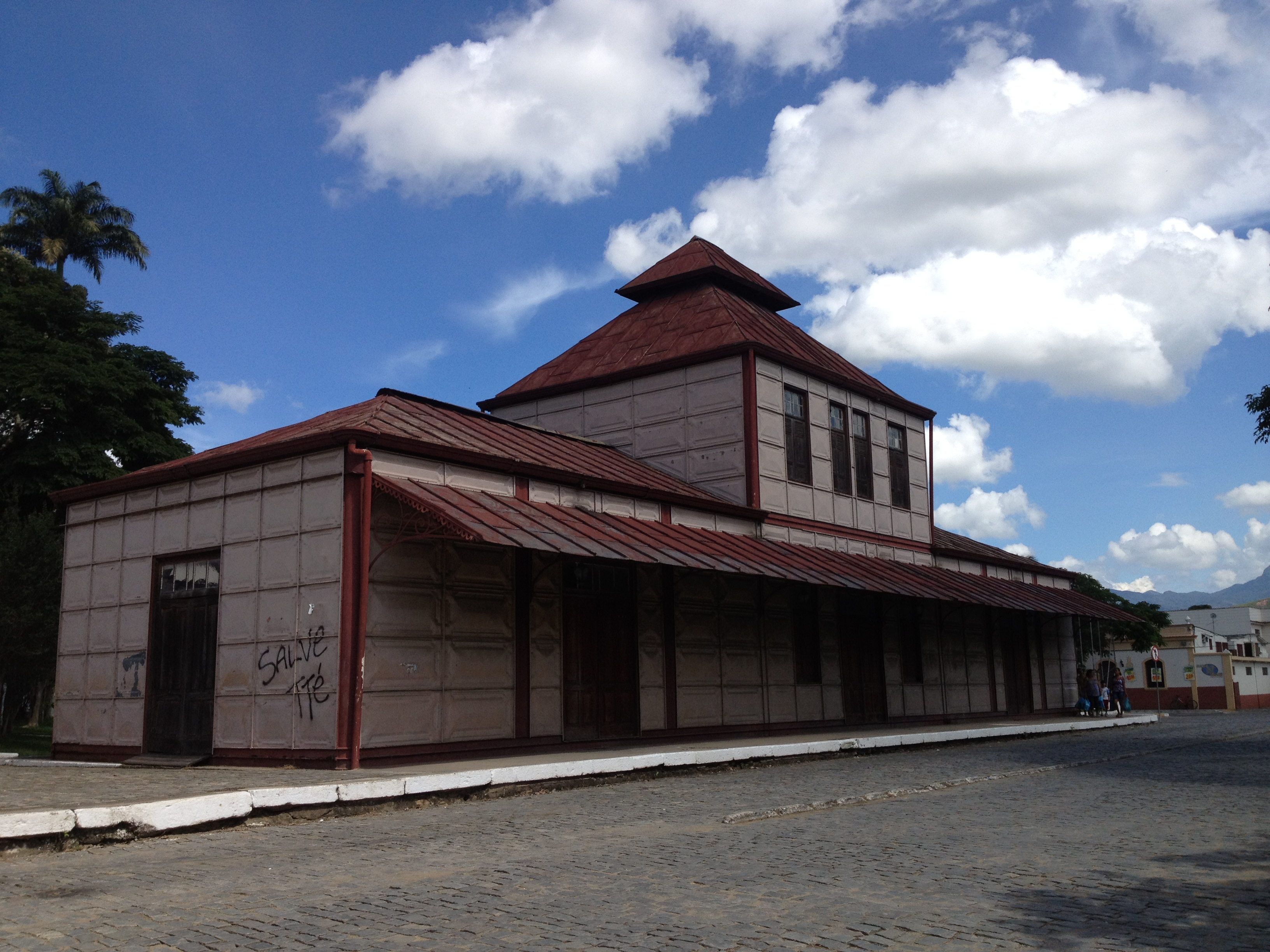
Estação Ferroviária de Bananal.

- Solar Manuel de Aguiar Valim, antigo solar do Barão Manuel de Aguiar Valim, um dos mais próspero cafeicultor do Vale do Paraíba no século XIX. Localizado na Praça Rubião Júnior, no centro da cidade, foi construído entre 1854 e 1860. Em 1909 foi entregue pela família ao Estado. Tombado pelo CONDEPHAAT[21] em 1972 e doado ao Município, passando a ser sede da Prefeitura até meados da década de 80. Nos anos seguintes foi abandonado pelo governo municipal, o que acarretou a sua deterioração. Desde 2006 é sede da ABATUR - Associação Bananalense de Turismo[22], que tenta, aos poucos, restaurá-lo. Suas características são neoclássicas, suas portas principais são em arco pleno e a escada principal tem lances simétricos. Com um magnífico hall e murais feitos pelo artista catalão José Maria Villaronga, dos quais ainda restam vestígios. No salão de baile, que possuía um coreto para a orquestra, o Barão Manuel de Aguiar Valim realizava festas e recebia altos dignitários do Império, entre outros, o Gastão de Orléans, Conde d'Eu.
- Pharmácia Popular, antiga Farmácia Imperial, existe desde 1830, fundada por um boticário francês, tendo, depois de sucessivos proprietários, chegado, 1922, às mãos do farmacêutico Ernâni Graça. Com o seu falecimento em 1956, passou a ser administrada pelo seu filho Plínio Graça até o seu falecimento em 2011.[23] Chegou a receber um prêmio da Fundação Roberto Marinho como a mais antiga farmácia em funcionamento no Brasil[24].
- Chafariz de ferro: Em 1879, por iniciativa de Alfredo Campos da Paz, foi inaugurado no Bananal um chafariz de ferro. Destinado ao atendimento da população que ainda não contava com o serviço de água encanada, o chafariz, hoje restaurado, tem forma de coluna e é ornado com elementos barroco.
- Estação Ferroviária de Bananal: atual ponto turístico, inaugurada em 24 de dezembro de 1888.

## Religião

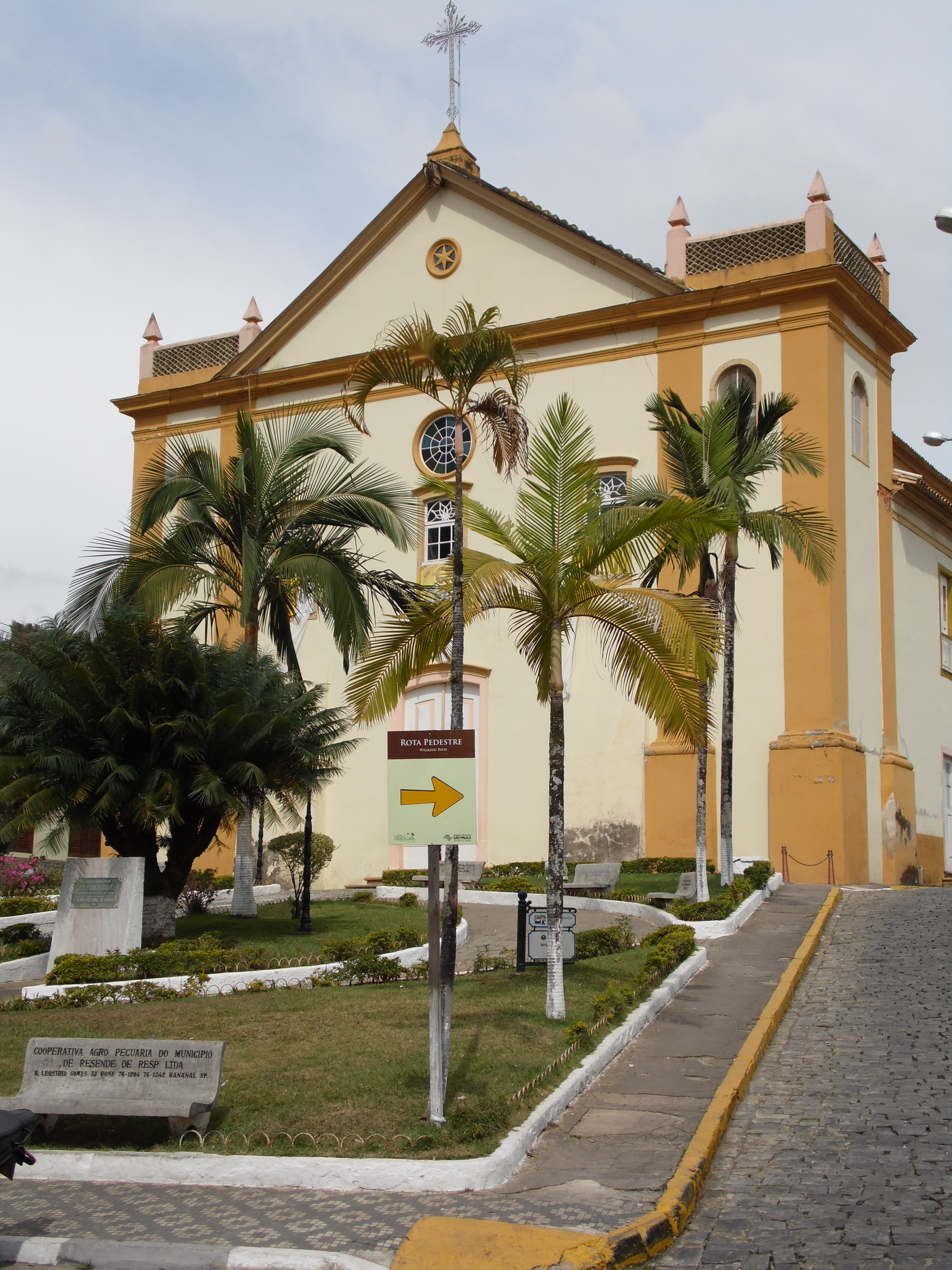
Igreja Matriz.

O Cristianismo se faz presente na cidade da seguinte forma:

### Igreja Católica
- A igreja faz parte da Diocese de Lorena.[26]

### Igrejas Evangélicas
Entre as igrejas protestantes históricas, pentecostais e neopentecostais, encontram-se na cidade:
- Assembleia de Deus Ministério do Belém.[29][30]
- Congregação Cristã no Brasil.[31]